# علم الأحياء للهواة

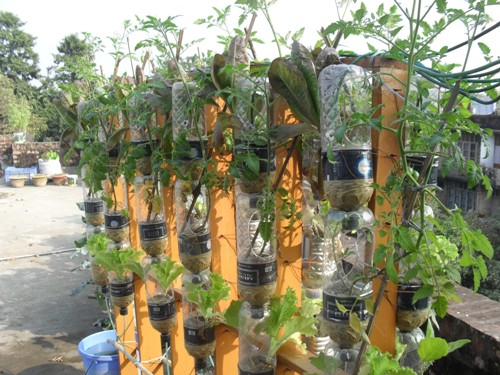

علم الأحياء للهواة (بيولوجيا الهواة أو بالإنجليزية DIY bio) هي حركة متنامية يقوم فيها الأفراد، وفي بعض الأحيان المنظمات الصغيرة غير الرسمية، بتغيير الخصائص الوراثية لأشكال الحياة باستخدام موارد بسيطة، حيث يشرف بعض الأفراد الذين خضعوا لتدريب مكثف في مجال البحث العلمي بالإشراف على بعض الهواة المهتمين الذين لم يخضعوا لتدريب رسمي أو من خلال ضوابط تضعها الحكومات. ويمكن أن يحدث ذلك على سبيل الهواية أو كنشاط غير ساعي للربح لتنمية المجتمع ووتشجيع الإبداع لإتاحة العلوم للعامة أو من أجل تحقيق ربح لبدء مشروع تجاري. وفي بعض الأحيان يطلق عليه اسم القرصنة البيولوجية.
"في المستقبل القريب، قد ينجح الأشخاص ممن لديهم وعي ذاتي في عمل خلايا جذعية خاصة بهم من خلال زراعتها في مرأب وتخزينها في الثلاجة. ويمكن أن يكون هذا أحد أشكال التأمين الطبي الذاتي المستقل. قد يبدو هذا الأمر غريبًا، فقواعد البيولوجيا الجزيئية - ماهية الحمض النووي وكيف يتم ترميز المعلومات الوراثية وكيف يتم تحويله إلى الحمض النووي الريبي، وأي قاعدة ثلاثية تتناسب مع الأحماض الأمينية والوحدات الأساسية للبروتينيات المكونة لجسمك - يمكن أن يتم تعلمها في غضون ساعتين. وبعد أن تقضي أسبوعين من العمل المكثف في أحد المعامل الحكومية تحت إشراف معلم يمكنك أن تتعامل مع هذه الأشياء.

## نبذة تاريخية
ظهر كل من المصطلحين «القرصنة البيولوجية» و «علم الأحياء للهواة» في نهاية القرن العشرين حيث ظهرا في بعض المقلات عام 1988.
هذا المجال هو ظاهرة ترجع لوفرة المعدات العلمية وانخفاض تكلفتها وبالأخص المعدات المستعملة ورخص ثمن أجهزة الحوسبة.

## الأهداف
تسعى هذه الحركة على تغيير المفهوم السائد بأن الفرد لا يمكن أن يشارك في المجتمع المهتم بالأحياء أو العلوم الا إذا كان دارسا اكاديميا أو يحمل شهادات عليا في دراسة العلوم. حيث يتاح المجال للعديد من المنظمات الصغيرة والأفراد للمشاركة في الأبحاث حيث نشر المعرفة هو الأهدف الأسمى وليس تحقيق الربح. يمكن أن تتضمن العوامل المحفزة لبيولوجيا الهواة عوامل مثل التكلفة والتسلية والتعليم. فقد تطورت الأعمال الأخيرة التي تتضمن أجهزة المصادر المفتوحة الخاصة بأجهزة التحكم الدقيقة مثل آردوينو (Arduino) وطابعات ريب راب (RepRap) ثلاثية الأبعاد والأدوات العلمية رخصية الثمن.

### المعامل المتاحة للجمهور
تضم العددي من المنظمات معمل يجمع بين البيولوجيا وصناعة الأدوات- معمل للميكر (makerspace) - والذي يوفر بدوره ليس فقط المعدات والخامات للأعضاء ولكن أيضا دورات تدريبية بأسعار زهيدة. وتتيح بعض هذه المعامل للأعضاء أيضا أن ينضموا لها ليقوموا بتجاربهم الخاصة. 

## البيولوجيا الاصطناعية
البيولوجيا الاصطناعية هي مجموعة فرعية من البيولوجيا الاحترافية، لكن مؤسسيها لعبوا دورًا تاريخيًا مستمرًا حتى الآن في تأسيس بيولوجيا اصنعها بنفسك. تم تقبل تعريف البيولوجيا الاصطناعية بشكل عام كهندسة البيولوجيا: وهي عبارة عن تركيب معقد من الأنظمة (المستوحاة) أو التي تعتمد في الأساس على البيولوجيا والتي تعرض الوظائف التي لا توجد في الطبيعة. ويمكن تطبيق هذا المنظور الهندسي على جميع مستويات التسلسل الهرمي للهياكل البيولوجية بدءًا من الجزيئات الفردية حتى الخلايا والأنسجة والكائنات الحية الكلية. وفي حقيقة الأمر، سوف تساعد البيولوجيا الاصطناعية في تصميم الأنظمة البيولوجية بطريقة منطقية ومنهجية.

### البناء الذاتي للحمض النووي (DNA) ومعايير التجريد
التجريد هو عملية التعميم من خلال تقليل محتوى المعلومات الخاصة بمفهوم أو أي ظاهرة ملحوظة وذلك فقط من أجل الحفاظ على المعلومات التي لها صلة بهدف معين. إنها آلية وممارسة تستخدم لتقليل واستخلاص التفاصيل لكي يتمكن أي فرد من التركيز على مفاهيم قليلة في وقت واحد. على سبيل المثال، تجريد مصطلح «كرة السلة النطاطة المعروفة جيدا» والمقصود به ببساطة هو «الكرة» والاحتفاظ فقط بالمعلومات التي لها علاقة بالصفات المميزة وسلوكيات الكرة بشكل عام. وعلى نحو مماثل، فتجريد حالة عاطفية إلى «السعادة» أو «الحزن» يقلل كمية المعلومات المنقولة بشأن الحالة العاطفية. ومع ذلك، فهذه الأفكار التجريدية تسمح بإخفاء التعقيد واستخدام المزيد من الأجزاء في تصميم أكثر بساطة.
وفي البيولوجيا الاصطناعية، تستخرج الشفرة الوراثية من أجزاء تعرف في المقام الأول بأنها بيولوجية “parts.” وتسمح لنا هذه الأجزاء ببناء أنظمة أكثر تعقيداً: من خلال جمع العديد من الأجزاء مع بعضها لتكوين «أداة»، والتي يحكمها بدء تسلسل معلومات النظام الجيني وتوقف تسلسل معلومات النظام الجيني ومواقع التقييد وبالمثل تشفير المناطق المعروفة بـ«السمات».

## المعلوماتية الحيوية
مثلما يحدث في المجالات الأخرى، يمكن استخدام العديد من لغات البرمجيات في بيولوجيا الهواة، ولكن معظم اللغات المستخدمة يوجد بها مكتبات معلوماتية حيوية. على سبيل المثال لغة بيرل أو لغة بايثون والتي تستخدم لغات بيرل ولغة بايثون على التوالي.

## أوجه النقد
تتضمن معظم أوجه النقد لهذا المجال المخاطر المحتملة بسبب عدم وجود إشراف من محترفين أو من قبل الحكومات.[بحاجة لمصدر]

## وصلات خارجية
- DIYbio.org
- Standard Registry of Biological Parts
- OpenWetWare (wiki)
- An Introduction to Building Standard Biological Parts
- Hackteria: Open source Biology and Biotechnology for artists